# Steinkreis von Reananerre
 Der Steinkreis von Reananerre liegt in der Mitte eines großen Feldes im namengebenden Townland (irisch Ré na nDoirí) südlich von Baile Bhuirne im County Cork in Irland.

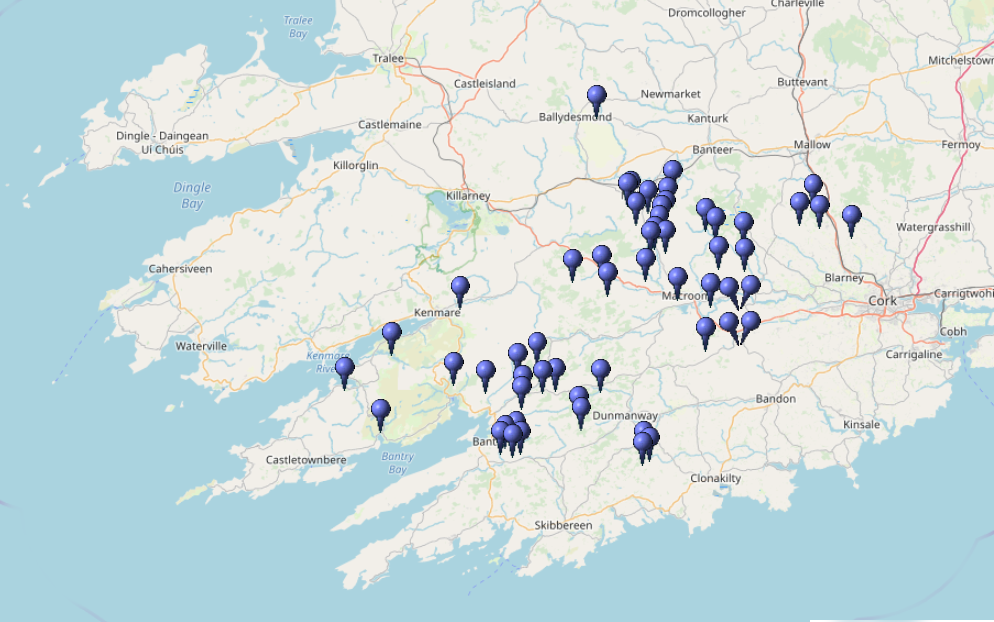
Fünfsteinige Steinkreise

Der fünfsteinige Steinkreis der Cork-Kerry-Serie ist sehr klein, oval und hat einen maximalen Durchmesser von 2,6 Metern. Die Steine erreichen Höhen von 30 cm (der axiale Stein) bis 85 cm.
120 Meter südöstlich des Kreises steht eine sechssteinige Steinreihe mit Steinhöhen von 0,5 bis 1,5 Meter. Sie ist durch eine Feldmauer und eine Baumreihe zweigeteilt.
Etwa 1,5 km nordöstlich, 500 Meter südöstlich des abgerissenen Gortanimill House liegt der Steinkreis von Gortanimill.